# Cattleya violacea
Cattleya violacea é uma robusta espécie epífita que vegeta em matas ensolaradas numa altitude de 200  a 1200 metros, no Brasil nos estados do Mato Grosso  Rondônia, Amazonas e Roraima, e nos países Colômbia, Guianas, Bolívia, Peru, Equador e na Venezuela. Formada por pseudobulbos cilíndricos e grossos, densamente sulcados, de até quarenta centímetros de altura, portando de  duas ou até três folhas coriáceas, grossas e arredondadas de cor verde-acinzentado. Hastes florais com até  nove  flores. Flor de doze centímetros de diâmetro de cor púrpura-violácea intenso. Labelo trilobado. Os lóbulos laterais cobrem a coluna e são de colorido mais forte. Fauce do labelo plano com base branca estriada de amarelo. Existem variedades muito raras como as semialbas e as coeruleas. Florescem de Novembro a Janeiro e de Julho a Agosto.
| {{{caption}}}                                                                                            |
| Cattleya violacea em ilustração da publicação Select orchidaceous plants [First series] by Robert Warner |

| {{{caption}}}                   |
| Fotografia da Cattleya violacea |